# Formaggio agordino di malga
Il formaggio agordino di malga è un prodotto tipico e presidio Slow Food della provincia di Belluno.
In quest'area del Veneto esiste ancora un'importante presenza di malghe attive durante i mesi estivi. La tipologia dei formaggi è quella della classica toma semigrassa di montagna, fatta con latte di vacca ed eventuali aggiunte minime di capra o pecora. È un formaggio destinato a lunghe stagionature ed esistono ancora ambienti naturali dove matura per sei, otto mesi.
È stato riconosciuta come P.A.T..